# Ugo Morin
Ugo Morin   (Trieste, 7 de febrer de 1901 - Pàdua, 1 de gener de 1968) va ser un matemàtic italià.

## Vida i Obra
Els seus pares eren nascuts a l'illa de Lussino (avui a Croàcia) i, tot i que vivien a Trieste, van decidir marxar a Àustria quan Morin era menut, per l'inestable situació política de la ciutat, sota sobirania austríaca però reivindicada per Itàlia. Va cursar els estudis secundaris a Àustria (per això parlava l'alemany) i, en acabar la Primera Guerra Mundial va tornar a Trieste. El 1919 s'enrola a les legions comandades per D'Annunzio a la conquesta de Fiume (avui Rijeka, Croàcia). Després del fracàs de l'expedició, va tornar a Trieste on va obtenir el títol de capità mercant a l'Escola Nàutica de la ciutat. Però va abandonar l acarrera marina per endinsar-se en l'estudi de les matemàtiques a la universitat de Pàdua, en la qual va obtenir el doctorat el 1926 sota la direcció d'Annibale Comessatti.
A partir de 1926 va treballar a la universitat de Pàdua, primer com assistent de Comessatti i des de 1935 com professor titular. El 1942 obté per oposició la càtedra de geometria de la universitat de Florència i el 1946 va retornar a Pàdua per a fer-se càrrec de la càtedra que havia deixat vacant la mort de Comessatti i en la que va romandre fins a la seva mort. El període florentí i una anys anteriors van ser especialment importants en la seva vida pel seu compromís polític, contrari al govern feixista de l'època, i per les amistats que va trenar en aquest àmbit tant a Venècia com a Pàdua.
La seva obra consta d'una cinquantena de publicacions entre articles científics, articles didàctics i llibres de text de nivell universitari i secundari. Entre les seves primeres recerques cal destacar els seus estudis sobre els plans amb dues incidències en un punt i pertanyents a un mateix espai lineal. La disciplina a la que más va contribuir va ser la geometria algebraica i, dins d'ella, el tema de les equacions paramètriques diferencials va rebre una atenció especial per la seva part, amb aportacions importants. Va tenir, a més, una inclinació important per estudiar la didàctica de la matemàtica.